# Apeiba

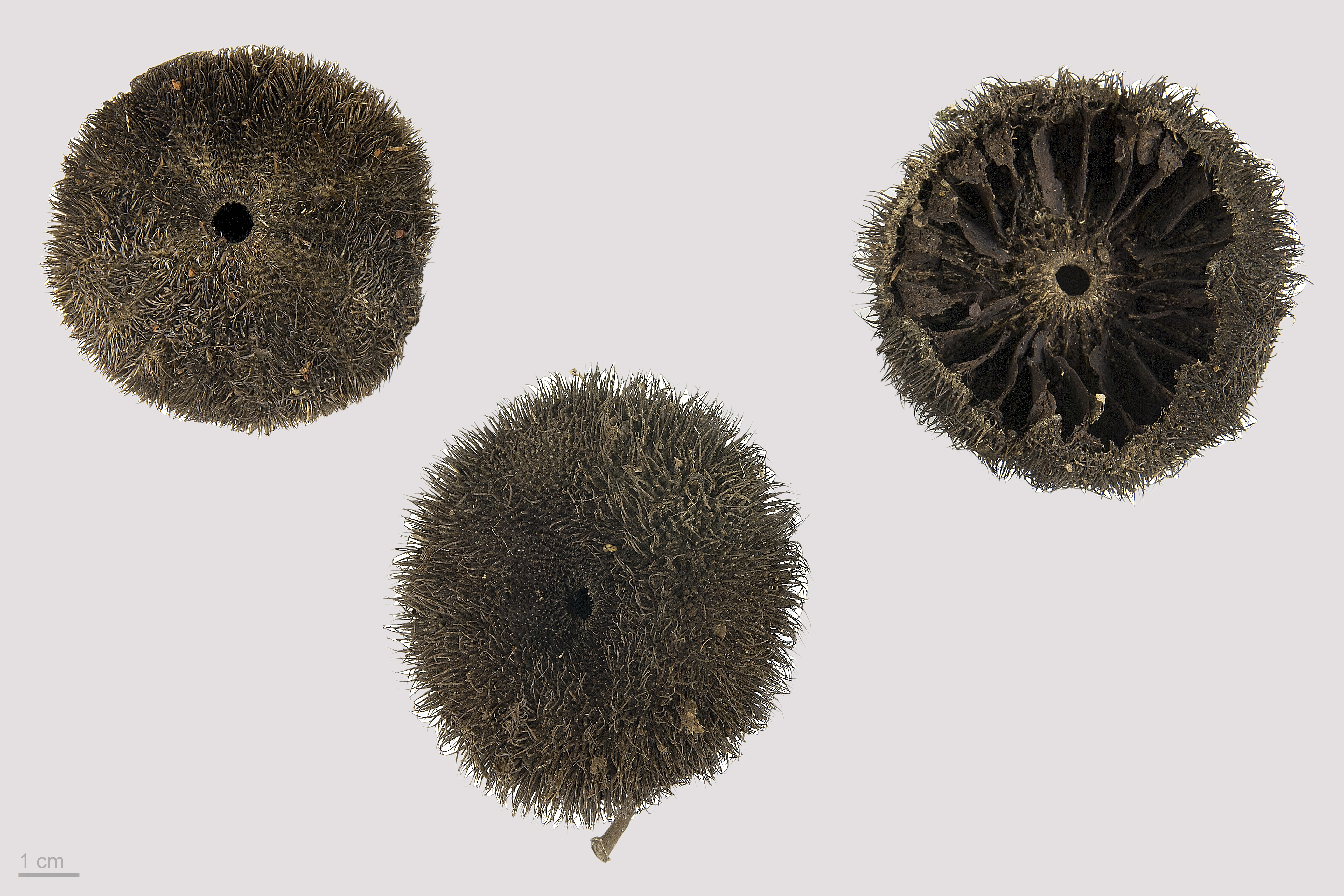
Apeiba glabra - MHNT

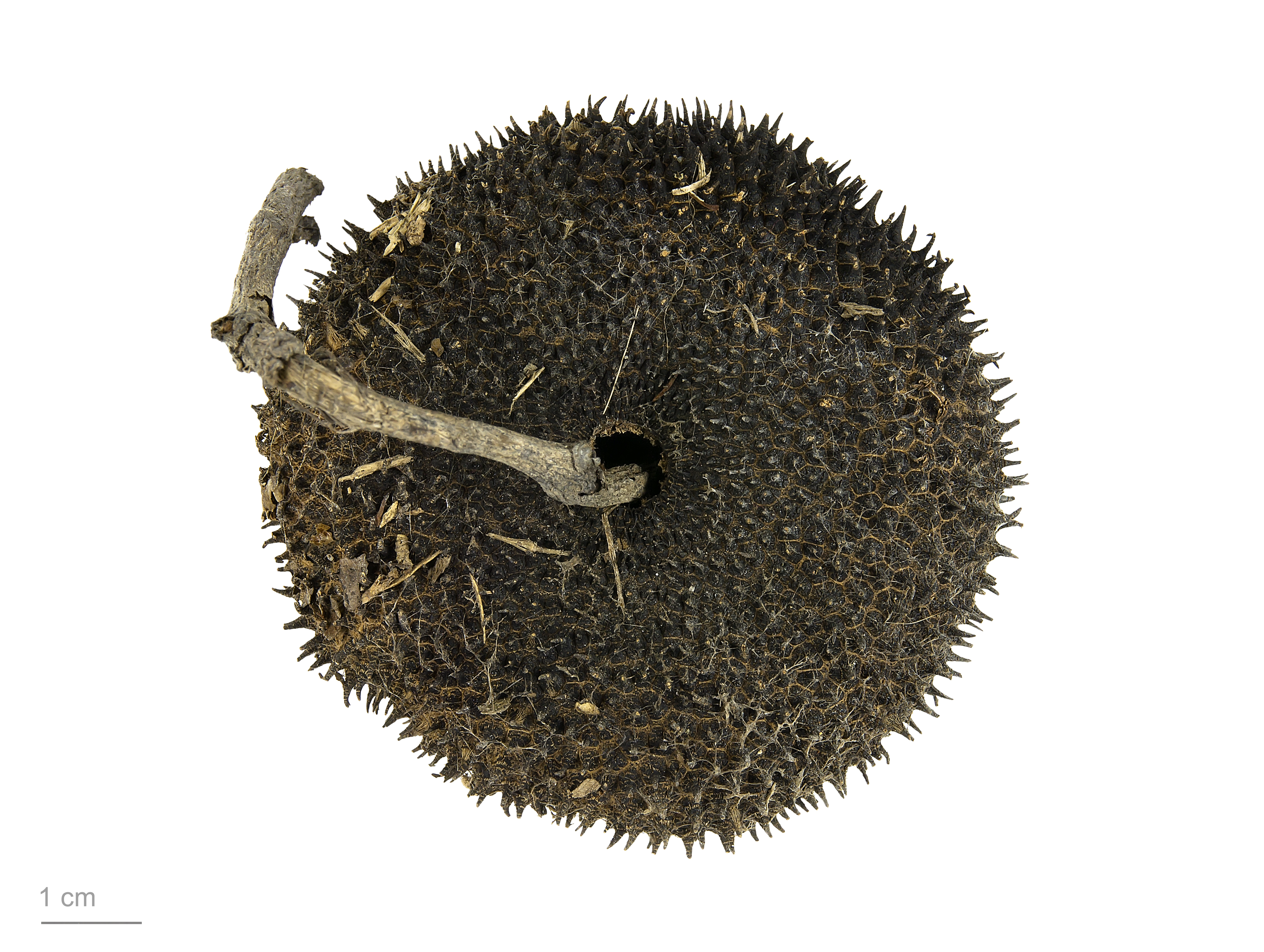
Apeiba petoumo - MHNT

Apeiba  es un género de fanerógamas con 22 especies perteneciente a la familia Malvaceae. Es originario del centro y sur de América. Fue descrito por Aubl.  y publicado en Histoire des plantes de la Guiane Françoise  1: 538-54, en el año 1775. La especie tipo es Apeiba tibourbou Aubl.

## Descripción
Son árboles; con las ramitas, pecíolos y estípulas con tricomas color café, simples o estrellados; plantas hermafroditas. Las hojas son ovadas, elípticas u obovadas, el ápice cortamente acuminado, base redondeada o cordada, márgenes enteros o serrulados, envés con tricomas estrellados, nervios laterales 4–10 pares. Las inflorescencias paniculiformes opuestas a las hojas hacia la punta de las ramitas, con ramas de 3–5 órdenes. El fruto en forma de cápsulas leñosas, globosas, transversalmente comprimidas, frecuentemente con una depresión en el ápice; con semillas numerosas, embebidas en una pulpa.

## Distribución y hábitat
Un género neotropical  distribuido desde el sur de México hasta Bolivia y el centro del Brasil, especialmente abundante en bosques secundarios.

## Especies
| - Apeiba albiflora - Apeiba aspera - Apeiba australis - Apeiba burchellii - Apeiba cimbalaria - Apeiba discolor - Apeiba echinata | - Apeiba emarginata - Apeiba glabra - Apeiba hirsuta - Apeiba hispida - Apeiba hypoleuca - Apeiba intermedia - Apeiba laevis | - Apeiba levis - Apeiba macropetala - Apeiba membranacea - Apeiba petoumo - Apeiba schomburgkii - Apeiba surinamensis - Apeiba tibourbou - Apeiba uittienii |